# Брянский, Борис Александрович
Бори́с Алекса́ндрович Бря́нский (19 августа 1928, Москва — 1972, Москва) — русский советский поэт-песенник, переводчик.

## Биография
Родился 19 августа 1928 года. Сын поэта Саши Красного и актрисы Нины Фёдоровны Брянской (в девичестве и по сцене Вильнер; 1905—1987). Учился в московской средней школе № 135, откуда был исключён за неуспеваемость; окончил школу рабочей молодёжи.
Песни на стихи Бориса Брянского исполняли Эдита Пьеха («Вечные звёзды», перевод), Георг Отс («Балтийский вальс», «Когда покидаешь Таллин», «Лесная девушка» и «Вечернею порой»), Клавдия Шульженко («Да-да-да» и «Песня о маленькой девочке»), Аида Ведищева («Если б я была тобой»), Лидия Клемент и Николай Копылов («Песня о Ленинграде»), Людмила Гурченко («Пойми») и другие.
В декабре 1972 года (предположительно) покончил жизнь самоубийством, бросившись под электричку. Похоронен на Новом Донском кладбище.

## Семья
Дважды был женат. Первая супруга — литературовед Мария Михайлова, вторая — Аудра из города Паневежис.
Сестра — Инна Александровна Брянская (1938—2014), филолог, работала в журнале «Октябрь». Брат — Юрий Александрович Брянский (род. 1934), учёный в области машиностроения, доктор технических наук.

## Сборники стихов
- Доброта. М.: Советская Россия, 1972.
- Окна распахнуты настежь. М.: Советский писатель, 1980.

## Дискография
- Стихи и песни Бориса Брянского (1973)

## Песни
- Ай-лю-ли (Л. Лядова) Ирина Бржевская, Людмила Лядова, Тамара Миансарова
- Аллея любви (А. Бабаджанян) Николай Щукин
- В дорогу (М. Фрадкин) Леонид Кострица
- В ночь под Новый Год (Е. Птичкин) Олег Анофриев
- Весёлый охотник (Г. Подэльский) Александра Коваленко
- Весёлый человек (Л. Лядова) Капиталина Лазаренко
- Вечернею порой (Г. Подэльский) Георг Отс
- Вспомни меня (Э. Хагагортян) Мария Лукач
- Вступительная песня (Б. Мандрус) Клавдия Шульженко
- Где же ты, мой милый (Г. Цабадзе) Нани Брегвадзе
- Говорящее письмо (С. Кац) Виктория Иванова
- Да, да, да (С. Кац) Клавдия Шульженко
- Дальний рейс (Д. Львов-Компанеец) Евгений Кибкало
- Еду к тебе трамваем (З. Куртич — Я. Одров) Гелена Великанова, Нина Пантелеева
- Если б я была тобой (В. Шаинский) Аида Ведищева
- Зимняя серенада (Г. Подэльский) Георг Отс
- Как бы мне влюбиться (В. Шаинский) Алла Пугачёва
- Кисанька (Л. Лядова) Мария Лукач
- Когда покидаешь Таллин (Г. Подэльский) Георг Отс
- Когда хочется петь (В. Людвиковский) Олег Анофриев
- Колыбельная мужу (Л. Лядова) Маргарита Суворова
- Комары (Г. Подэльский) Георг Отс
- Кто ты (кубинская народная песня в переводе Б. А. Брянского) Александра Коваленко, Клавдия Шульженко
- Лесная девушка (Г. Подэльский) Георг Отс
- Мой Ленинград (Т. Маркова) Лидия Клемент, Николай Копылов, Леонид Утёсов
- Москва — Париж (Т. Маркова) Леонид Утёсов
- Мудрец и любовь (А. Бабаджанян) Владимир Трошин
- Мужской разговор (Т. Маркова) Леонид Утёсов
- Нам весело (Л. Лядова) Ирина Бржевская
- Не надо (Ю. Владимиров) Клавдия Шульженко
- Новый год идёт (Е. Птичкин) Олег Анофриев
- Песня о дружбе (Л. Лядова) Людмила Лядова
- Песня о маленькой девочке (А. Лустиг) Клавдия Шульженко
- Песня радости (Л. Лядова) Капиталина Лазаренко, Гюлли Чохели
- Песня советского шофёра дальнего следования (Д. Львов-Компанеец)
- Поют и танцуют друзья (В. Рубашевский) Мария Лукач
- Радуга-дуга (Л. Лядова) Иосиф Кобзон, Людмила Лядова
- Ромашка (Е. Жарковский) А. Матюшина
- С огоньком (Л. Лядова) Людмила Лядова
- Светлана (Д. Львов-Компанеец) Владимир Трошин, вокальный квартет «Аккорд»
- Спортлото (Л. Лядова) Владимир Макаров
- Сто дорог (В. Рубашевский) Мария Лукач
- Студенческая песня (В. Людвиковский) ВК «Аккорд»
- Часы (В. Людвиковский) Майя Кристалинская и Владимир Трошин
- Этот Новый Год (Е. Птичкин) Майя Кристалинская